# Општина Агва Пријета (Сонора)
Агва Пријета (шп. Agua Prieta) општина је у Мексику у савезној држави Сонора. Општина се налази на надморској висини од 1210 м.

## Становништво
Према подацима из 2010. у општини је живело 79138 становника.

### Хронологија
| Година       | 2000                  | 2005                  | 2010                  |
| ------------ | --------------------- | --------------------- | --------------------- |
| Становништво | 61944 (31437 / 30507) | 70303 (35647 / 34656) | 79138 (40117 / 39021) |

### Попис
| \| \| м \| \| \| ж \| \| 0—2 \| 2.441 \| \| \| 2.285 \| \| 3—5 \| 2.665 \| \| \| 2.595 \| \| 6—11 \| 5.452 \| \| \| 5.183 \| \| 12—14 \| 2.554 \| \| \| 2.437 \| \| 15—17 \| 2.466 \| \| \| 2.336 \| \| 18—24 \| 5.058 \| \| \| 4.830 \| \| 60+ \| 2.258 \| \| \| 2.501 \| \| Просек : \| 27,3 \| \| \| 27,8 \| |       |  |  |       |
| |       |  |  |       |
| | м     |  |  | ж     |
| 0—2 | 2.441 |  |  | 2.285 |
| 3—5 | 2.665 |  |  | 2.595 |
| 6—11 | 5.452 |  |  | 5.183 |
| 12—14 | 2.554 |  |  | 2.437 |
| 15—17 | 2.466 |  |  | 2.336 |
| 18—24 | 5.058 |  |  | 4.830 |
| 60+ | 2.258 |  |  | 2.501 |
| Просек : | 27,3  |  |  | 27,8  |

| #   | Индикатор                                                                                        | Вредност |
| --- | ------------------------------------------------------------------------------------------------ | -------- |
| 1   | Становништво од 0 до 2 године                                                                    | 4726     |
| 2   | Мушко становништво од 0 до 2 године                                                              | 2441     |
| 3   | Женско становништво од 0 до 2 године                                                             | 2285     |
| 4   | Становништво са 3 и више година                                                                  | 73690    |
| 5   | Мушко становништво са 3 и више година                                                            | 37316    |
| 6   | Женско становништво са 3 и више година                                                           | 36374    |
| 7   | Становништво са 5 и више година                                                                  | 70185    |
| 8   | Мушко становништво са 5 и више година                                                            | 35548    |
| 9   | Женско становништво са 5 и више година                                                           | 34637    |
| 10  | Становништво са 12 и више година                                                                 | 57795    |
| 11  | Мушко становништво са 12 и више година                                                           | 29199    |
| 12  | Женско становништво са 12 и више година                                                          | 28596    |
| 13  | Становништво са 15 и више година                                                                 | 52804    |
| 14  | Мушко становништво са 15 и више година                                                           | 26645    |
| 15  | Женско становништво са 15 и више година                                                          | 26159    |
| 16  | Становништво са 18 и више година                                                                 | 48002    |
| 17  | Мушко становништво са 18 и више година                                                           | 24179    |
| 18  | Женско становништво са 18 и више година                                                          | 23823    |
| 19  | Становништво од 3 до 5 година                                                                    | 5260     |
| 20  | Мушко становништво од 3 до 5 година                                                              | 2665     |
| 21  | Женско становништво од 3 до 5 година                                                             | 2595     |
| 22  | Становништво од 6 до 11 година                                                                   | 10635    |
| 23  | Мушко становништво од 6 до 11 година                                                             | 5452     |
| 24  | Женско становништво од 6 до 11 година                                                            | 5183     |
| 25  | Становништво од 8 до 14 година                                                                   | 12148    |
| 26  | Мушко становништво од 8 до 14 година                                                             | 6199     |
| 27  | Женско становништво од 8 до 14 година                                                            | 5949     |
| 28  | Становништво од 12 до 14 година                                                                  | 4991     |
| 29  | Мушко становништво од 12 до 14 година                                                            | 2554     |
| 30  | Женско становништво од 12 до 14 година                                                           | 2437     |
| 31  | Становништво од 15 до 17 година                                                                  | 4802     |
| 32  | Мушко становништво од 15 до 17 година                                                            | 2466     |
| 33  | Женско становништво од 15 до 17 година                                                           | 2336     |
| 34  | Становништво од 18 до 24 године                                                                  | 9888     |
| 35  | Мушко становништво од 18 до 24 године                                                            | 5058     |
| 36  | Женско становништво од 18 до 24 године                                                           | 4830     |
| 37  | Женско становништво од 15 до 49 година                                                           | 20938    |
| 38  | Становништво са 60 и више година                                                                 | 4759     |
| 39  | Мушко становништво са 60 и више година                                                           | 2258     |
| 40  | Женско становништво са 60 и више година                                                          | 2501     |
| 41  | Однос између мушкараца и жена                                                                    | 102.81   |
| 42  | Становништво од нуле до 14 година                                                                | 25612    |
| 43  | Становништво од 15 до 64 године                                                                  | 49634    |
| 44  | Становништво од 65 година и више                                                                 | 3170     |
| 45  | Просечан број деце                                                                               | 2.33     |
| 46  | Становништво рођено у ентитету                                                                   | 57020    |
| 47  | Мушко становништво рођено у ентитету                                                             | 28656    |
| 48  | Женско становништво рођено у ентитету                                                            | 28364    |
| 49  | Становништво рођено у другом ентитету                                                            | 16923    |
| 50  | Мушко становништво рођено у другом ентитету                                                      | 8874     |
| 51  | Женско становништво рођено у другом ентитету                                                     | 8049     |
| 52  | Становништво од 5 година и више резидентно у ентитету у јуну 2005. године                        | 64044    |
| 53  | Мушко становништво старосног доба од 5 година и више, резидентно у ентитету у јуну 2005. године  | 32168    |
| 54  | Женско становништво старосног доба од 5 и више година, резидентно у ентитету у јуну 2005. године | 31876    |
| 55  | Становништво од 5 година и више које је живело у другом ентитету у јуну 2005. године             | 3177     |
| 56  | Мушко становништво старије од 5 година које је живело у другом ентитету у јуну 2005. године      | 1733     |
| 57  | Женско становништво старије од 5 година које је живело у другом ентитету у јуну 2005. године     | 1444     |
| 58  | Становништво од 3 године и више које говори аутохтони језик                                      | 443      |
| 59  | Мушко становништво старо 3 године и више које говори аутохтони језик                             | 281      |
| 60  | Женско становништво старо 3 године и више које говори аутохтони језик                            | 162      |
| 61  | Становништво од 3 године и више које говори аутохтони језик и не говори шпански језик            | 0        |
| 62  | Мушко становништво старо 3 године и више које говори аутохтони језик и не говори шпански         | 0        |
| 63  | Женско становништво старо 3 године и више које говори аутохтони језик и не говори шпански језик  | 0        |
| 64  | Становништво старо 3 године и више које говори аутохтони језик и шпански                         | 310      |
| 65  | Мушко становништво старо 3 године и више које говори аутохтони језик и шпански                   | 198      |
| 66  | Женско становништво старо 3 године и више које говори аутохтони језик и шпански                  | 112      |
| 67  | Становништво од 5 година и више које говори аутохтони језик                                      | 440      |
| 68  | Становништво од 5 година и више које говори аутохтони језик и не говори шпански језик            | 0        |
| 69  | Становништво од 5 година и више које говори аутохтони језик и говори шпански језик               | 310      |
| 70  | Становништво у домородачким домаћинствима                                                        | 1106     |
| 71  | Становништво са ограничењима у активностима                                                      | 2565     |
| 72  | Становништво са ограниченим ходањем или кретањем, горе или доле                                  | 1378     |
| 73  | Становници са ограничењима вида, чак и уз кориштење сочива                                       | 632      |
| 74  | Становништво са ограничењима говора, комуникације или конверзације                               | 264      |
| 75  | Становништво са ограниченим слухом                                                               | 247      |
| 76  | Становништво са ограничењима при одевању, купању или јелу                                        | 171      |
| 77  | Становништво са ограничењима у опажању или учењу једноставних ствари                             | 176      |
| 78  | Становништво са менталним ограничењима                                                           | 336      |
| 79  | Становништво без ограничења активности                                                           | 75438    |
| 80  | Становништво од 3 до 5 година које не похађа школу                                               | 3202     |
| 81  | Мушко становништво од 3 до 5 година које не похађа школу                                         | 1621     |
| 82  | Женско становништво од 3 до 5 година које не похађа школу                                        | 1581     |
| 83  | Становништво од 6 до 11 година које не похађа школу                                              | 301      |
| 84  | Мушко становништво од 6 до 11 година које не похађа школу                                        | 173      |
| 85  | Женско становништво од 6 до 11 година које не похађа школу                                       | 128      |
| 86  | Становништво од 12 до 14 година које не похађа школу                                             | 332      |
| 87  | Мушко становништво од 12 до 14 година које не похађа школу                                       | 193      |
| 88  | Женско становништво од 12 до 14 година које не похађа школу                                      | 139      |
| 89  | Становништво од 15 до 17 година похађа школу                                                     | 3292     |
| 90  | Мушко становништво од 15 до 17 година похађа школу                                               | 1683     |
| 91  | Женско становништво између 15 и 17 година живота у школи                                         | 1609     |
| 92  | Становништво од 18 до 24 године похађа школу                                                     | 2217     |
| 93  | Мушко становништво од 18 до 24 године похађа школу                                               | 1213     |
| 94  | Женско становништво од 18 до 24 године похађа школу                                              | 1004     |
| 95  | Становништво од 8 до 14 година које не може да чита и пише                                       | 292      |
| 96  | Мушко становништво старосног доба од 8 до 14 година које не може да чита и пише                  | 176      |
| 97  | Женско становништво старосног доби од 8 до 14 година које не може да чита и пише                 | 116      |
| 98  | Становништво од 15 година и више које је неписмено                                               | 1073     |
| 99  | Мушко становништво од 15 година и више које је неписмено                                         | 556      |
| 100 | Женско становништво од 15 година и више које је неписмено                                        | 517      |
| 101 | Становништво старо 15 и више година без школовања                                                | 1327     |
| 102 | Мушко становништво старо 15 и више година без школовања                                          | 685      |
| 103 | Женско становништво старо 15 и више година без школовања                                         | 642      |
| 104 | Становништво старосног доба 15 и више година са непотпуним основним образовањем                  | 5395     |
| 105 | Мушко становништво старосног доба од 15 година и више са непотпуном основним образовањем         | 2742     |
| 106 | Женско становништво старосног доба 15 и више година са непотпуном основним образовањем           | 2653     |
| 107 | Становништво старо 15 и више година са комплетним основним образовањем                           | 9905     |
| 108 | Мушко становништво старо 15 година и више са комплетним основним образовањем                     | 4836     |
| 109 | Женско становништво старо 15 и више година са комплетним основним образовањем                    | 5069     |
| 110 | Становништво старосног доба 15 и више година са непотпуним средњим образовањем                   | 3698     |
| 111 | Мушко становништво старосног доба од 15 година и више са непотпуним средњим образовањем          | 1960     |
| 112 | Женско становништво старосног доба од 15 година и више са непотпуним средњим образовањем         | 1738     |
| 113 | Становништво старо 15 и више година са пуним секундарном образовањем                             | 14378    |
| 114 | Мушко становништво старосног доба од 15 година и више са пуним секундарном образовањем           | 7156     |
| 115 | Женско становништво старосног доба од 15 година и више са пуним секундарном образовањем          | 7222     |
| 116 | Становништво старије од 18 година са постосновним образовањем                                    | 15777    |
| 117 | Мушко становништво старије од 18 година са постосновним образовањем                              | 8151     |
| 118 | Женско становништво старије од 18 година са постосновним образовањем                             | 7626     |
| 119 | Просечна оцена школовања                                                                         | 8.8      |
| 120 | Просечан ниво образовања мушке популације                                                        | 8.86     |
| 121 | Просечан ниво образовања женског становништва                                                    | 8.74     |
| 122 | Економски активно становништво                                                                   | 33086    |
| 123 | Економски активна мушка популација                                                               | 21979    |
| 124 | Економски активна женска популација                                                              | 11107    |
| 125 | Становништво које није економски активно                                                         | 24500    |
| 126 | Мушко становништво које није економски активно                                                   | 7092     |
| 127 | Женско становништво које није економски активно                                                  | 17408    |
| 128 | Запослено становништво                                                                           | 31110    |
| 129 | Запослено мушко становништво                                                                     | 20453    |
| 130 | Запослено женско становништво                                                                    | 10657    |
| 131 | Незапослена популација                                                                           | 1976     |
| 132 | Незапослена мушка популација                                                                     | 1526     |
| 133 | Незапослена женска популација                                                                    | 450      |
| 134 | Становништво без права на здравствене услуге                                                     | 29408    |
| 135 | Становништво које има право на здравствене услуге                                                | 48871    |
| 136 | Становништво које има право на ИМСС                                                              | 33419    |
| 137 | Становништво које има право на социјално осигурање                                               | 3178     |
| 138 | Становништво које има право на државно социјално осигурање                                       | 1224     |
| 139 | Становништво које има право на опште осигурање или здравствено осигурање за нову генерацију      | 9498     |
| 140 | Становништво које је било једном или није било у браку током 12 година и више                    | 19741    |
| 141 | Венчано или уједињено становништво од 12 година и више                                           | 31651    |
| 142 | Становништво које је било у браку или уједињено 12 година и више                                 | 6220     |
| 143 | Становништво са католичком религијом                                                             | 58833    |
| 144 | Протестанти, еванђелисти и библијски следбеници различити од еванђелиста                         | 9208     |
| 145 | Становништво са другим религијама различитим од претходних                                       | 13       |
| 146 | Становништво без религије                                                                        | 9563     |
| 147 | Укупно пописаних домаћинства                                                                     | 20185    |
| 148 | Пописна домаћинства на челу са мушкарцима                                                        | 14852    |
| 149 | Пописна домаћинства на челу са женама                                                            | 5333     |
| 150 | Становништво у пописним домаћинствима                                                            | 77516    |
| 151 | Становништво у пописним домаћинствима на челу са мушкарцима                                      | 58665    |
| 152 | Становништво у пописним домаћинствима на челу са женама                                          | 18851    |
| 153 | Укупно домаћинстава                                                                              | 25432    |
| 154 | Укупно насељених домаћинстава                                                                    | 20434    |
| 155 | Укупно приватних кућа                                                                            | 25183    |
| 156 | Насељени приватни домови                                                                         | 20185    |
| 157 | Укупно насељених приватних кућа                                                                  | 20420    |
| 158 | Ненасељене приватне куће                                                                         | 3822     |
| 159 | Појединачна домаћинства за привремену употребу                                                   | 1176     |
| 160 | Становници у насељеним приватним кућама                                                          | 77516    |
| 161 | Насељеност станара у приватним становима                                                         | 3.84     |
| 162 | Просечно становника по соби у приватним насељеним домаћинствима                                  | 0.99     |
| 163 | Појединачна домаћинства са подовима од различитих материјала од земље                            | 19554    |
| 164 | Појединачна домаћинства у приземљу                                                               | 522      |
| 165 | Појединачна домаћинства са једном спаваћом собом                                                 | 6110     |
| 166 | Појединачна домаћинства са две спаваће собе и више                                               | 13959    |
| 167 | Појединачна домаћинства са једним собом                                                          | 1126     |
| 168 | Појединачна домаћинства са две собе                                                              | 2899     |
| 169 | Појединачна домаћинства са 3 собе и више                                                         | 16037    |
| 170 | Појединачна домаћинства која имају електрично светло                                             | 19482    |
| 171 | Појединачна домаћинства која немају електрично светло                                            | 620      |
| 172 | Појединачна домаћинства која имају водоводну воду у стамбеном простору                           | 19579    |
| 173 | Појединачна домаћинства која немају водоводну воду у стамбеном простору                          | 504      |
| 174 | Појединачна домаћинства која имају тоалет                                                        | 19868    |
| 175 | Појединачна домаћинства која имају канализацију                                                  | 19767    |
| 176 | Појединачна домаћинства која немају канализацију                                                 | 294      |
| 177 | Појединачна домаћинства која имају електрично светло, довод воде из јавне мреже и канализацију   | 18988    |
| 178 | Појединачна домаћинства без икаквих услова                                                       | 149      |
| 179 | Појединачна домаћинства која имају радио                                                         | 15899    |
| 180 | Појединачна домаћинства која имају телевизор                                                     | 19335    |
| 181 | Појединачна домаћинства која имају фрижидер                                                      | 18561    |
| 182 | Појединачна домаћинства која имају машину за веш                                                 | 16342    |
| 183 | Појединачна домаћинства која имају аутомобил или комби                                           | 14866    |
| 184 | Појединачна домаћинства која имају рачунар                                                       | 6743     |
| 185 | Појединачна домаћинства која имају фиксну телефонску линију                                      | 7888     |
| 186 | Појединачна домаћинства која имају мобилни телефон                                               | 16728    |
| 187 | Појединачна домаћинства која имају приступ интернету                                             | 4987     |